# Pokal

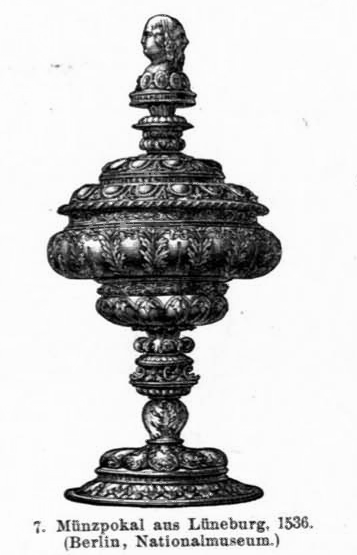
1500-talspokal från Lüneburg.

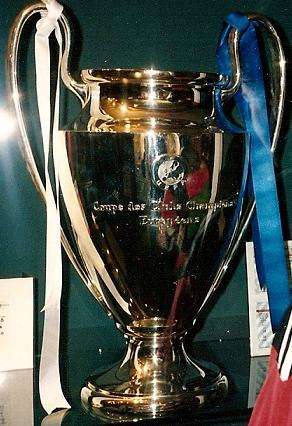
Champions League pokal

En pokal är ett större dryckeskärl på fot, ofta tillverkat som rent prydnadföremål och vanligt som pris i tävlingar. En pokal med lock kallas oftast lockpokal.
Ordet pokal stammar från senlatinets baucalis, som betydde ett lerkärl för avkylning av vin eller vatten. På italienska betyder boccale lerkärl. Till franskan lånades det in som bocal i betydelsen apotekskrus. På 1500-talet börjar man använda det om praktfullare större dryckeskärl, även om i Sverige främst användes beteckningen välkomma eller från 1500-talet kredens. Ordet kredens stammar från seden att kredensa, det vill säga att munskänken, för att kontrollera att drycken inte var förgiftad, avsmakade den innan den överräcktes till härskaren. I Tyskland, särskilt i Nürnberg och Augsburg, framställdes under 1500-talet och framåt några av tidens främsta pokaler. Populära modeller var druvpokaler, med cuppan utformad som en druvklase och ananaspokaler, med cuppan formad som en ananas.
Enklare pokaler i bondemiljö var ofta tillverkade i trä, medan dyrbara varianter tillverkades i metaller, glas eller porslin. Enstaka belägg på ordet pokal finns på 1500-talet, men det var på 1600-talet som ordet blev vanligare.
Under barocken blir exotiska material vanliga i pokalerna. Elfenben, noshörningshorn, liksom cuppor av ädelstenar, men även kokosnöt, snäckskal eller strutsägg var populära.
Under 1700-talet blev metallpokaler ovanligare och ersattes av pokaler i glas. I Böhmen började man på 1670-talet tillverka pokaler i böhmisk kristall. Snart tillverkades i hela Tyskland glaspokaler i kristall. I slutet av 1600-talet upptäcktes guldrubinglaset, som snabbt blev populärt i pokalerna. Pokaler tappade under 1700-talets lopp i popularitet, men återkom i slutet på 1800-talet, då som rena prydnadspjäser.

## Bilder

Snäckpokal från 1589.
Stilleben med Nautiluspokal av Bolema de Stomme.
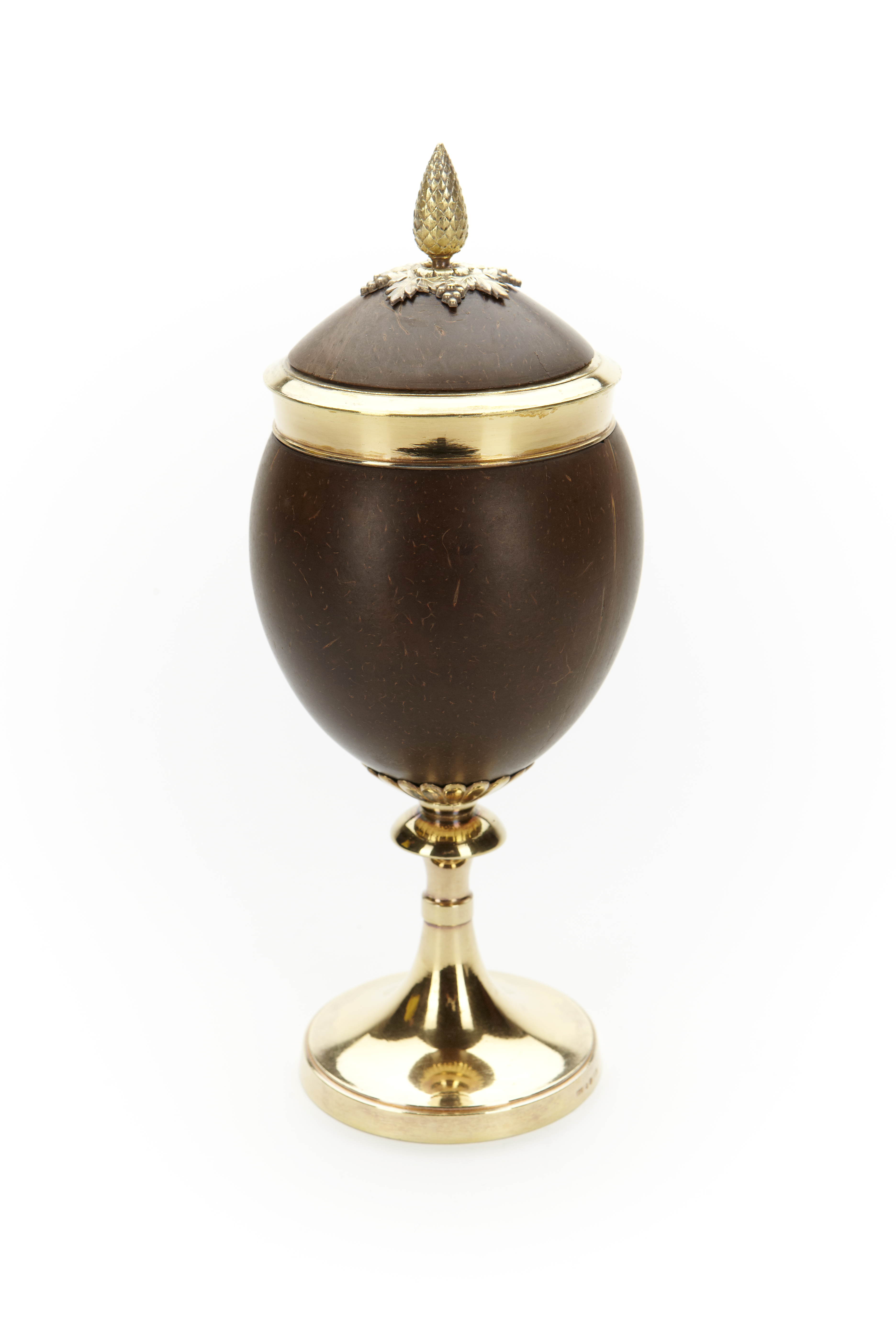
Pokal av svarvad och polerad kokosnöt, tillverkad 1809